# Avielochan

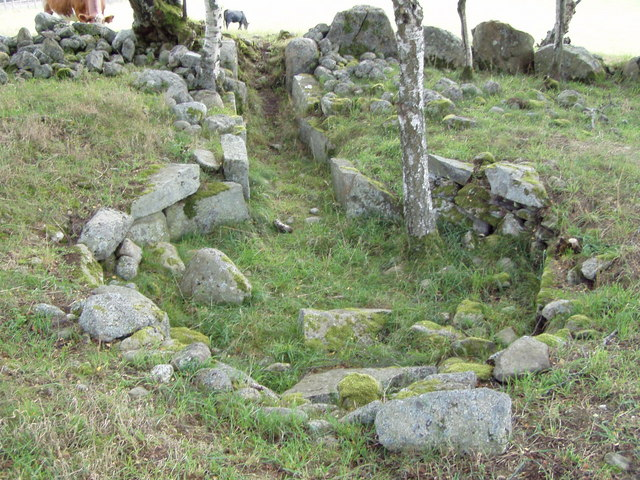
Avielochan

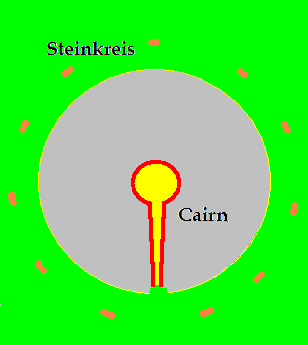
Schema der Clava Cairns

Avielochan ist eine Megalithanlage (Clava Cairn) im gleichnamigen Avielochan, nördlich von Aviemore im Glen Einich im Cairngorms National Park in Moray in den schottischen Highlands.
Die Anlage besteht aus einem runden Cairn von etwa 13 Metern Durchmesser, ohne den für Cairns dieses Typs typischen äußeren Steinring. Der Clava Cairn ist in der Vergangenheit vieler seiner Steine beraubt worden, aber die meisten Randsteine sind erhalten. Wie in Clava selbst umschließt außerhalb eine Steinplattform den Hügel, die hier etwa drei Meter breit ist. Die Kammer hat eine runde Form mit Ausnahme einer geringfügigen Abflachung im Eingangsbereich, wo ein Teil eines Amuletts ausgegraben wurde.
Die Gangwände sind nirgends mehr als etwa einen Meter hoch, während die Kammerwände nur einen halben Meter hoch sind. Der größte Randstein steht an der Westseite des Zugangs in situ, aber der Stein auf der gegenüberliegenden Seite fehlt. Ungewöhnlich an Avielochan ist, dass der Gang nach Südosten ausgerichtet ist, während fast alle anderen Gänge von Clava cairns nach Südwesten weisen.
Das Gebiet ist für seine Clava Cairn bekannt, die von einigen Quellen als besonders alt dargestellt werden, obwohl sie nicht zuverlässig datiert sind.
In der Nähe liegt der Ring Cairn von Granish.